# Palajščina
Palajščina je izumrl anatolski jezik. Zaradi skromnih virov je slabo raziskana. Kraljevski arhiv hetitskega glavnega mesta Hatuša daje tudi nekaj dokumentov v palajščini. Veliko besedil se začne s palajščino, konča pa s hetitščino. Izumrla naj bi okoli leta 1300 pr. n. št., če ne celo prej.